# Championnat de Maurice de football 2014-2015
Navigation
Saison précédente Saison suivante
La saison 2014-2015 de Barclays League est la soixante-douzième édition de la première division mauricienne. Les dix meilleures équipes du pays s'affrontent à quatre reprises au sein d'une poule unique. À la fin du championnat, le dernier du classement est relégué et remplacé par le champion de D2 tandis que l'avant-dernier doit disputer un barrage face aux 2e et 3e de deuxième division.
C'est le Cercle de Joachim SC, tenant du titre, qui remporte à nouveau la compétition, après avoir terminé en tête du classement final, avec deux points d'avance sur l'AS Port-Louis 2000 et seize sur Pamplemousses SC. Il s'agit du second titre de champion de Maurice de l'histoire du club.

## Les clubs participants
| \| Port-Louis Rivière Noire Curepipe Mapou AS Quatre-Bornes Entente Boulet-Rouge Clubs à Port-Louis AS Port-Louis 2000 La Cure Sylvester Clubs à Curepipe Curepipe Starlight Sports Club Cercle de Joachim SC Clubs à Mapou AS Rivière du Rempart Pamplemousses SC Clubs à Rivière Noire Petite Rivière Noire SC Chamarel SC \| Localisation des clubs |
| Port-Louis Rivière Noire Curepipe Mapou AS Quatre-Bornes Entente Boulet-Rouge Clubs à Port-Louis AS Port-Louis 2000 La Cure Sylvester Clubs à Curepipe Curepipe Starlight Sports Club Cercle de Joachim SC Clubs à Mapou AS Rivière du Rempart Pamplemousses SC Clubs à Rivière Noire Petite Rivière Noire SC Chamarel SC                              |

| Club                    | Ville           | Classement 2013-2014 | Stade                       | Capacité |
| ----------------------- | --------------- | -------------------- | --------------------------- | -------- |
| AS Port-Louis 2000      | Port-Louis      | 5                    | Stade Saint-François Xavier | 2 500    |
| AS Quatre-Bornes        | Quatre-Bornes   | D2                   | Stade Sir Guy Rozemont      | 1 000    |
| Entente Boulet-Rouge    | Centre de Flacq | 7                    | Stade Auguste Vollaire      | 4 000    |
| Pamplemousses SC        | Mapou           | 2                    | Stade Anjalay               | 18 000   |
| Cercle de Joachim SC    | Curepipe        | 1                    | Stade George-V              | 6 200    |
| AS Rivière du Rempart   | Mapou           | 6                    | Stade Anjalay               | 18 000   |
| Chamarel SC             | Bambous         | 8                    | Stade Germain-Comarmond     | 5 000    |
| Petite Rivière Noire SC | Bambous         | 3                    | Stade German Comarmond      | 5 000    |
| La Cure Sylvester       | Port-Louis      | D2                   | Stade Saint-François Xavier | 2 500    |
| Curepipe Starlight      | Curepipe        | 4                    | Stade George-V              | 6 200    |

## Classement
Le classement est établi sur le barème de points classique (victoire à 3 points, match nul à 1, défaite à 0).
| Rang | Équipe                      | Pts | J  | G  | N  | P  | Bp | Bc  | Diff |
| ---- | --------------------------- | --- | -- | -- | -- | -- | -- | --- | ---- |
| 1    | Cercle de Joachim SCT       | 75  | 36 | 22 | 9  | 5  | 62 | 24  | +38  |
| 2    | AS Port-Louis 2000          | 73  | 36 | 21 | 10 | 5  | 67 | 30  | +37  |
| 3    | Pamplemousses SC            | 59  | 36 | 18 | 5  | 13 | 56 | 42  | +14  |
| 4    | Curepipe Starlight -1       | 57  | 36 | 17 | 7  | 12 | 59 | 52  | +7   |
| 5    | Petite Rivière Noire SCC -1 | 56  | 36 | 18 | 3  | 15 | 53 | 46  | +7   |
| 6    | AS Rivière du Rempart -2    | 43  | 36 | 11 | 12 | 13 | 51 | 53  | -2   |
| 7    | AS Quatre-BornesP -1        | 38  | 36 | 10 | 9  | 17 | 30 | 42  | -12  |
| 8    | Chamarel SC                 | 35  | 36 | 9  | 8  | 19 | 40 | 65  | -25  |
| 9    | La Cure SylvesterP          | 34  | 36 | 8  | 10 | 18 | 38 | 51  | -13  |
| 10   | Entente Boulet-Rouge        | 24  | 36 | 5  | 9  | 22 | 52 | 103 | -51  |

| Légende : Qualifications et relégations | Légende : Qualifications et relégations                                                 |
| --------------------------------------- | --------------------------------------------------------------------------------------- |
|                                         | Qualification pour la Ligue des champions de la CAF 2016                                |
|                                         | Qualification pour la Coupe de la confédération 2016                                    |
|                                         | Participation au barrage de promotion-relégation                                        |
|                                         | Relégation directe en deuxième division                                                 |
|                                         | T : Tenant du titre P : Promu de deuxième division C : Vainqueur de la Coupe de Maurice |

## Matchs
| Résultats (▼dom., ►ext.)      | ARR | ASP | ASQ | CHA | CSY | CUR | EBR | JOA | PAM | PRN | ARR | ASP | ASQ | CHA | CSY | CUR | EBR | JOA | PAM | PRN |
| AS Rivière du Rempart         |     | 1-1 | 2-2 | 2-2 | 1-2 | 2-3 | 6-0 | 1-1 | 1-1 | 0-2 |     | 1-2 | 1-2 | 1-1 | 2-2 | 5-1 | 4-3 | 1-1 | 1-0 | 1-2 |
| AS Port-Louis 2000            | 2-0 |     | 1-0 | 4-2 | 1-0 | 3-2 | 5-1 | 1-0 | 1-1 | 2-0 | 2-2 |     | 0-1 | 6-1 | 2-1 | 2-2 | 5-1 | 2-1 | 3-2 | 0-2 |
| AS Quatre-Bornes              | 0-1 | 0-0 |     | 2-1 | 1-0 | 0-1 | 0-0 | 0-2 | 1-0 | 1-2 | 1-2 | 0-2 |     | 1-0 | 1-2 | 2-0 | 0-2 | 0-1 | 0-1 | 2-1 |
| Chamarel SC                   | 1-1 | 2-2 | 1-2 |     | 3-1 | 0-3 | 2-2 | 2-3 | 0-0 | 0-1 | 3-0 | 1-1 | 3-3 |     | 1-0 | 0-1 | 3-2 | 2-3 | 0-3 | 2-1 |
| La Cure Sylvester             | 0-1 | 1-1 | 1-1 | 0-0 |     | 0-0 | 5-2 | 0-1 | 1-2 | 1-0 | 1-1 | 0-1 | 1-1 | 3-0 |     | 1-0 | 3-1 | 0-0 | 1-2 | 3-2 |
| Curepipe Starlight            | 1-1 | 0-0 | 2-1 | 5-1 | 2-1 |     | 2-2 | 0-0 | 0-2 | 1-3 | 2-2 | 2-1 | 3-1 | 2-0 | 4-3 |     | 2-1 | 0-3 | 0-1 | 1-0 |
| Entente Boulet-Rouge          | 0-2 | 0-3 | 1-1 | 1-2 | 2-2 | 2-4 |     | 3-8 | 1-1 | 1-2 | 2-3 | 0-5 | 0-1 | 1-1 | 4-0 | 2-4 |     | 0-6 | 0-6 | 3-0 |
| Cercle de Joachim Sports Club | 1-1 | 2-0 | 3-1 | 1-0 | 0-1 | 3-1 | 2-2 |     | 0-1 | 3-0 | 2-1 | 0-0 | 1-0 | 2-0 | 1-0 | 1-0 | 1-1 |     | 1-0 | 0-0 |
| Pamplemousses SC              | 0-1 | 0-1 | 1-1 | 1-2 | 3-0 | 0-4 | 3-1 | 1-4 |     | 2-3 | 3-0 | 1-1 | 1-0 | 2-1 | 1-0 | 3-1 | 3-4 | 0-2 |     | 3-4 |
| Petite Rivière Noire SC       | 1-0 | 2-1 | 2-0 | 2-0 | 5-2 | 1-2 | 4-1 | 2-0 | 1-2 |     | 3-0 | 0-1 | 0-0 | 0-2 | 0-0 | 2-1 | 2-3 | 0-2 | 1-3 |     |

### Barrage de promotion-relégation
La Cure Sylvester, 9e de Barclays League, affronte deux équipes de First League pour déterminer le dernier club qualifié pour la prochaine édition du championnat.
| Rang | Équipe                      | Pts | J | G | N | P | Bp | Bc | Diff |  | Résultats (▼ dom., ► ext.)  | Cure | Sava | Roch |
| ---- | --------------------------- | --- | - | - | - | - | -- | -- | ---- |  | --------------------------- | ---- | ---- | ---- |
| 1    | La Cure Sylvester           | 6   | 2 | 2 | 0 | 0 | 5  | 0  | +5   |  | La Cure Sylvester           |      | 2-0  | 3-0  |
| 2    | Savanne SC (D2)             | 1   | 2 | 0 | 1 | 1 | 2  | 4  | -2   |  | Savanne SC (D2)             |      |      | 2-2  |
| 3    | Roche-Bois Bolton City (D2) | 1   | 2 | 0 | 1 | 1 | 2  | 5  | -3   |  | Roche-Bois Bolton City (D2) |      |      |      |

- Les trois équipes se maintiennent dans leur championnat respectif.

## Bilan de la saison
| Championnat de Maurice de football 2014-2015 |                                          |
| Champion                                     | Cercle de Joachim Sports Club (2e titre) |
| Coupes et trophées                           |                                          |
| Vainqueur de la Coupe de Maurice 2014-2015   | Petite Rivière Noire SC                  |
| Qualifications continentales                 |                                          |
| Ligue des champions de la CAF 2016           | Cercle de Joachim Sports Club            |
| Coupe de la confédération 2016               | Petite Rivière Noire SC                  |
| Promotions et relégations                    |                                          |
| Promus en Barclays League                    | GRSE Wanderers                           |
| Relégués en First League                     | Entente Boulet-Rouge                     |